# Liste der Kulturdenkmäler in Immichenhain
Die folgende Liste enthält die in der Denkmaltopographie ausgewiesenen Kulturdenkmäler auf dem Gebiet des Ortsteils Immichenhain der Gemeinde Ottrau, Schwalm-Eder-Kreis, Hessen.
Hinweis: Die Reihenfolge der Denkmäler in dieser Liste orientiert sich an der Anschrift, alternativ ist sie auch nach der Bezeichnung oder der Bauzeit sortierbar.
Kulturdenkmäler werden fortlaufend im Denkmalverzeichnis des Landes Hessen durch das Landesamt für Denkmalpflege Hessen auf Basis des Hessischen Denkmalschutzgesetzes (HDSchG) geführt. Die Schutzwürdigkeit eines Kulturdenkmals hängt nicht von der Eintragung in das Denkmalverzeichnis des Landes Hessen oder der Veröffentlichung in der Denkmaltopographie ab.

| Bild                                  | Bezeichnung                                               | Lage                                                                    | Beschreibung | Bauzeit                              | Daten |
| ------------------------------------- | --------------------------------------------------------- | ----------------------------------------------------------------------- | ------------ | ------------------------------------ | ----- |
| Bild gesucht BW                       | Gesamtanlage                                              | Immichenhain Lage                                                       |              |                                      |       |
| Bild gesucht BW                       | Erntennenhaus Am Friedhof 1                               | Immichenhain, Am Friedhof 1 LageFlur: 15, Flurstück: 55/1               |              | frühes 19. Jahrhundert               |       |
| Bild gesucht BW                       | Ernhaus Am Friedhof 2                                     | Immichenhain, Am Friedhof 2 LageFlur: 15, Flurstück: 52/1               |              | frühes 18. Jahrhundert               |       |
| Bild gesucht BW                       | Fachwerkhaus Hauptstraße 4                                | Immichenhain, Hauptstraße 4 LageFlur: 18, Flurstück: 3/4                |              | 1690                                 |       |
| Bild gesucht BW                       | Dreiehergruppe von Fachwerkhäusern Hauptstraße 3          | Immichenhain, Hauptstraße 3 LageFlur: 18, Flurstück: 12/1 und 24/12     | abgerissen   | 18. bis 19. Jahrhundert              |       |
| Bild gesucht BW                       | Fachwerkhaus Hauptstraße 5                                | Immichenhain, Hauptstraße 5 LageFlur: 18, Flurstück: 22/1               |              | spätes 18. Jahrhundert               |       |
| Bild gesucht BW                       | Ehemaliges Pfarrhaus                                      | Immichenhain, Hauptstraße 9 LageFlur: 18, Flurstück: 20/1               |              | 1776                                 |       |
| Bild gesucht BW                       | Hofanlage Hauptstraße 10                                  | Immichenhain, Hauptstraße 10 LageFlur: 18, Flurstück: 67/1              |              | zweite Hälfte 18. Jahrhundert        |       |
| Bild gesucht BW                       | Hofanlage Hauptstraße 20                                  | Immichenhain, Hauptstraße 20 LageFlur: 18, Flurstück: 23/2              |              | um 1910                              |       |
| Bild gesucht BW                       | Haupthaus einer Hofanlage Hauptstraße 29                  | Immichenhain, Hauptstraße 29 LageFlur: 15, Flurstück: 21/1              |              | um 1903                              |       |
| Bild gesucht BW                       | Enthaus Oberndorf 1                                       | Immichenhain, Oberndorf 1 LageFlur: 15, Flurstück: 80/1                 |              | 1803                                 |       |
| Bild gesucht BW                       | Ehemalige Schule                                          | Immichenhain, Sportplatzstraße 1 LageFlur: 18, Flurstück: 17/1 und 17/2 |              | frühes 19. Jahrhundert               |       |
| Bild gesucht BW                       | Ernhaus Sportplatzstraße 2                                | Immichenhain, Sportplatzstraße 2 LageFlur: 18, Flurstück: 61            |              | 1802                                 |       |
| Bild gesucht BW                       | Rähmhaus Sportplatzstraße 3                               | Immichenhain, Sportplatzstraße 3 LageFlur: 18, Flurstück: 18/1          |              | frühes 19. Jahrhundert               |       |
| Bild gesucht BW                       | Altenteiler Sportplatzstraße 4                            | Immichenhain, Sportplatzstraße 4 LageFlur: 18, Flurstück: 60            |              | spätes 17. Jahrhundert               |       |
| Bild gesucht BW                       | Pumpstelle                                                | Immichenhain, Unterndorf LageFlur: 17, Flurstück: 79                    |              | spätes 19. Jahrhundert               |       |
| Bild gesucht BW                       | Ernhaus Wolfsanger 1                                      | Immichenhain, Wolfsanger 1 LageFlur: 18, Flurstück: 13                  |              | Mitte 18. Jahrhundert                |       |
| Bild gesucht BW                       | Ehemaliges Ernhaus Wolfsanger 3                           | Immichenhain, Wolfsanger 3 LageFlur: 18, Flurstück: 14                  |              | 1800                                 |       |
| Klosterkirche und Domäne Immichenhain | Gesamtanlage ehemaliger Klosterbereich                    | Immichenhain, Ortsrand Lage                                             |              | vor 1231                             |       |
| Bild gesucht BW                       | Ehemaliges Herrenhaus                                     | Immichenhain, Ortsrand LageFlur: 18, Flurstück: 1/5                     |              | 1605                                 |       |
| Bild gesucht BW                       | Pächterwohnhaus                                           | Immichenhain, Ortsrand LageFlur: 18, Flurstück: 1/5                     |              | frühes 20. Jahrhundert               |       |
| Bild gesucht BW                       | Ehemalige Klosterkirche St. Maria und Johannes der Täufer | Immichenhain, Ortsrand LageFlur: 18, Flurstück: 2/1                     |              | drittes Viertel des 13. Jahrhunderts |       |